# Белградский гамбит
Белгра́дский гамби́т — гамбитное продолжение шотландского варианта дебюта четырёх коней (1—3) — принятого или отклонённого предложения пешки 4.d4 (англ. Four Knights Game: Scotch Variation): 

1. e2-e4 e7-e5 
 2. Kg1-f3 Kb8-c6 
3. Kb1-c3 Kg8-f6 
4. d2-d4 e5:d4 (шотландский вариант)
5. Kc3-d5
Относится к открытым началам.

## История
Гамбит появился и окреп в 1945—1946 годах на турнирах в Югославии. Быстро стал очень модным. На доске возникает довольно сложная позиция, играть которую без предварительной подготовки чёрным непросто. Запоминающиеся победы, одержанные белыми, заставили соперников искать противоядие.

## Идеи дебюта
Белые предлагают жертву второй центральной пешки в обмен на активность фигур и не поддающиеся расчёту осложнения.

## Варианты
В исходной позиции чёрные могут забрать гамбитную пешку — 5…Кf6:e4 — или отказаться от неё:
- 5…Kf6:e4 6.Фd1-e2 f7-f5 7.Kf3-g5 d4-d3! — Принятый белградский гамбит.
- 5…Kc6-b4 6.Cf1-c4 Kb4:d5 7.e4:d5 Cf8-b4+ 8.Cc1-d2 Фd8-e7+ 9.Фd1-е2 Сb4:d2+ или  5…Cf8-e7 6.Kf3:d4 Kf6:d5 7.e4:d5 Kc6:d4 8.Фd1:d4 0—0 — Отказанный белградский гамбит.

## Примерная партия
Шнайдер — Капп
La Perla Open, Kladovo, 2000
1.e4 e5 2.Nf3 Nc6 3.Nc3 Nf6 4.d4 exd4 5.Nd5 d6 6.Bg5 Be7 7.Nxe7 Qxe7 8.Bd3 h6 9.Bh4 g5 10.Nxg5 hxg5 11.Bxg5 Qe6 12.f3 Nh7 13.Bf4 Bd7 14.Qe2 0—0—0 15.Bc4 Qf6 16.Qd2 Qh4+ 17.g3 Qh5 18.g4 Qc5 19.Be2 f6 20.0—0—0 Ng5 21.h4 Ne6 22.Bg3 Qa5 23.Qxa5 Nxa5 24.f4 Nc6 25.Bf3 Rdg8 26.Rdg1 Rg7 27.h5 Ned8 28.Bh4 Rf7 29.Be2 Ne7 30.g5 fxg5 31.fxg5 Ng8 32.Be1 Be6 33.h6 Rfh7 34.Bd2 Nxh6 35.g6 Ndf7 36.gxh7 Rxh7 37.Rg6 Kd7 38.Bxh6 1-0